# Гіллгем (Арканзас)
Гіллгем (англ. Gillham) — місто (англ. town) в США, в окрузі Сев'єр штату Арканзас. Населення — 157 осіб (2020).

## Географія
Гіллгем розташований на висоті 231 метр над рівнем моря за координатами 34°10′7″ пн. ш. 94°18′47″ зх. д. / 34.16861° пн. ш. 94.31306° зх. д. (34.168628, -94.312977).  За даними Бюро перепису населення США в 2010 році місто мало площу 2,37 км², з яких 2,33 км² — суходіл та 0,04 км² — водойми.
Розташоване в 9,6 км (6 миль) від водосховища Гіллгем-Лейк.

## Демографія
Згідно з переписом 2010 року, у місті мешкало 160 осіб у 68 домогосподарствах у складі 47 родин. Густота населення становила 67 осіб/км².  Було 85 помешкань (36/км²). 
Расовий склад населення:
| - 82,5 % — білих - 0,6 % — корінних американців - 0,6 % — азіатів - 13,8 % — осіб інших рас |

До двох чи більше рас належало 2,5 %. Іспаномовні складали 21,3 % від усіх жителів.
За віковим діапазоном населення розподілялося таким чином: 25,6 % — особи молодші 18 років, 58,8 % — особи у віці 18—64 років, 15,6 % — особи у віці 65 років та старші. Медіана віку мешканця становила 41,0 року. На 100 осіб жіночої статі у місті припадало 95,1 чоловіків;  на 100 жінок у віці від 18 років та старших — 95,1 чоловіків також старших 18 років.
Середній дохід на одне домашнє господарство  становив 45 008 доларів США (медіана — 35 208), а середній дохід на одну сім'ю — 41 305 доларів (медіана — 34 306). Медіана доходів становила 41 111 долар для чоловіків та 30 000 доларів для жінок. За межею бідності перебувало 40,0 % осіб, у тому числі 59,6 % дітей у віці до 18 років та 43,8 % осіб у віці 65 років та старших.
Цивільне працевлаштоване населення становило 112 особи. Основні галузі зайнятості: виробництво — 25,0 %, освіта, охорона здоров'я та соціальна допомога — 23,2 %, оптова торгівля — 13,4 %, будівництво — 7,1 %.
За даними перепису населення 2000 року в Гіллгемі мешкало 188 осіб, 54 родини, налічувалося 74 домашніх господарств і 86 житлових будинків. Середня густота населення становила близько 85,5 осіб на один квадратний кілометр. Расовий склад Гіллгема за даними перепису розподілився таким чином: 89,36 % білих, 0,53 % — корінних американців, 1,06 % — азіатів, 1,60 % — представників змішаних рас, 7,45 % — інших народів. Іспаномовні склали 10,64 % від усіх жителів містечка.
З 74 домашніх господарств в 36,5 % — виховували дітей віком до 18 років, 51,4 % представляли собою подружні пари, які спільно проживали, в 10,8 % сімей жінки проживали без чоловіків, 27,0 % не мали сімей. 20,3 % від загального числа сімей на момент перепису жили самостійно, при цьому 4,1 % склали самотні літні люди у віці 65 років та старше. Середній розмір домашнього господарства склав 2,54 особи, а середній розмір родини — 2,87 особи.
Населення містечка за віковим діапазоном за даними перепису 2000 року розподілилося таким чином: 26,1 % — жителі молодше 18 років, 10,6 % — між 18 і 24 роками, 30,3 % — від 25 до 44 років, 25 % — від 45 до 64 років і 8,0 % — у віці 65 років та старше. Середній вік мешканця склав 35 років. На кожні 100 жінок в Гіллгемі припадало 116,1 чоловіків, у віці від 18 років та старше — 113,8 чоловіків також старше 18 років.
Середній дохід на одне домашнє господарство в містечкі склав 24 375 доларів США, а середній дохід на одну сім'ю — 24 375 доларів. При цьому чоловіки мали середній дохід в 25 469 доларів США на рік проти 15 208 доларів середньорічного доходу у жінок. Дохід на душу населення в містечкі склав 10 758 доларів на рік. 16,0 % від усього числа сімей в окрузі і 23,8 % від усієї чисельності населення перебувало на момент перепису населення за межею бідності, при цьому з них були молодші 18 років і 17,4 % — у віці 65 років та старше.